# Азербејџан на Светском првенству у атлетици у дворани 2006.
Азербејџан је учествовао на Светском првенству у атлетици у дворани 2006. одржаном у Москвиу од 10. до 12. марта. Репрезентацију Азербејџана у његовом шестом учешћу на светским првенствима у дворани представљао је један атлетичар, који су се такмичили у трци на 400 метара.
Азербејџан није освојио ниједну медаљу, нити је оборен неки рекорд.

## Учесници
Мушкарци:
- Валентин Буличев — 400 м

## Резултати

### Мушкарци
| Атлетичар        | Дисциплина | Лични рекорд | Квалификација | Квалификација | Полуфинале           | Полуфинале           | Финале               | Финале       | Детаљи                                     |
| Атлетичар        | Дисциплина | Лични рекорд | Резултат      | Место         | Резултат             | Место                | Резултат             | Место        | Детаљи                                     |
| ---------------- | ---------- | ------------ | ------------- | ------------- | -------------------- | -------------------- | -------------------- | ------------ | ------------------------------------------ |
| Валентин Буличев | 400 м      | 47,76        | 48,26         | 4. у гр. 2    | Није се квалификовао | Није се квалификовао | Није се квалификовао | 21 / 25 (28) | Архивирано на веб-сајту (5. децембар 2015) |